# Орсини, Марина
Марина Орсини (фр. Marina Orsini; род. 4 января 1967 года, Монреаль, Квебек, Канада) — канадская актриса.

## Биография
Отец Марины итальянец, а мать — шотландского происхождения. До начала своей кинокарьеры Орсини была моделью. В 1986 году она и приняла участие в первом в её жизни телесериале. Уже в 1995 году Марина начала принимать участие в театре.
Снялась более чем в 30 картинах. Играет как в сериалах, так и в фильмах.
Муж Орсини — Серджи Постиго — тоже актёр. С ним Марина познакомилась ещё в 1996 году. В 2002 году у супругов родился сын.
С 2009 года Марина работает на радио «CITE-FM» в Монреале. Она имеет одну номинацию и две награды.
Марина Орсини принимала участие в следующих фильмах и сериалах: «Бросок, ещё бросок», «Эмили (Дочери Калеба)», «Бланш», «Меня зовут Танино», «Влиятельный агент», «Ботинки – стальные стаканы», «Секрет Ноэми», «В ритме сердца» и многих других. Продолжает актёрскую деятельность по сей день.

## Награды и премии
- 1990: Премия «Жемо» — за лучшую женскую роль — Софи Ляфламм в телесериале «Золото и бумаги» (1-й сезон) / L’Or et le Papier (saison 1)
- 1991: Премия «Жемо» — за лучшую женскую роль — Эмили Бордело в телесериале «Эмили (Дочери Калеба)» / Les Filles de Caleb
- 2013: Номинация на «Орден Канады»